# Alfred Music
Alfred Music è una casa editrice musicale statunitense a conduzione familiare. Fondata a New York nel 1922, ha la sua sede principale a Van Nuys (Los Angeles, California), e delle filiali a Miami, New York e Nashville, in Australia, in Germania, a Singapore e nel Regno Unito.

## Storia
La compagnia fu fondata a New York dal compositore e musicista Albert Joseph Piantadosi nel 1922 ed acquistata nel 1928 dal violinista Sam Manus. Quando il clarinettista e pianista Morty Manus entrò a far parte della compagnia di suo padre negli anni 50, incominciò ad occuparsi dell'impegno assunto dall'azienda nel campo dell'educazione. Nel 1980, con il crescere dei guadagni, la compagnia divenne internazionale.
Nel 2002 la compagnia divenne partner della Daisy Rock Girl Guitars, e nel 2005 venne acquistata dalla Warner Bros..